# Montigny-sur-Chiers
Montigny-sur-Chiers is een gemeente in het Franse departement Meurthe-et-Moselle (regio Grand Est) en telt 481 inwoners (2011).
De gemeente maakt deel uit van het arrondissement Briey en sinds 22 maart 2015 van het kanton Mont-Saint-Martin. Daarvoor hoorde het bij het kanton Longuyon, dat op die dag opgeheven werd.

## Geografie
De oppervlakte van Montigny-sur-Chiers bedraagt 9,4 km², de bevolkingsdichtheid is 47,1 inwoners per km².
Het plaatsje Montigny ligt, zoals de naam al suggereert, aan de Chiers.
De onderstaande kaart toont de ligging van Montigny-sur-Chiers met de belangrijkste infrastructuur en aangrenzende gemeenten.

## Geschiedenis
Sinds 1811 omvat de gemeente ook de nabijgelegen plaats Fermont. In 1921 is aldaar begonnen met de bouw van de Ouvrage de Fermont, een van de grote forten van de Maginotlinie. Tussen 1934 en 1935 is het fort door het Franse leger geëlectrificeerd en daarna in gebruik genomen. Bij het uitbreken van de Tweede Wereldoorlog waren er zo'n 600 Franse soldaten in het fort gelegerd. In juni 1940 werd het fort een meerdere keren aangevallen maar nooit ingenomen. Hierbij viel aan de Franse kant slechts één dode.
Het fort is tegenwoordig opengesteld voor publiek. Men kan een rit maken in de originele munitietrein. In Fermont worden onder andere rondleidingen gegeven door een Nederlandse gids.

## Demografie
De figuur toont het verloop van het inwonertal (bron: INSEE-tellingen).